# Magnet (musicien)
Pour les articles homonymes, voir Magnet.
Magnet, de son vrai nom Even Johansen, est un auteur-compositeur-interprète norvégien.

## Biographie

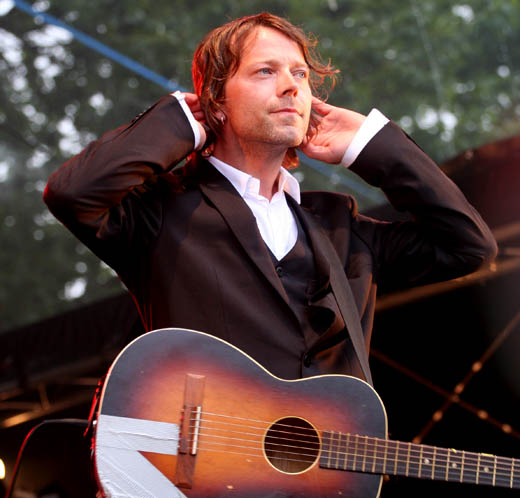
Magnet au 'Skral Festival' à Grimstad, Norvège, Juillet 2007

Magnet (aimant en français) est influencé par de nombreuses influences notamment le folk, la pop et la musique électronique.  Ses albums sont composés et produits uniquement par lui-même. Il lui arrive aussi assez souvent de faire des concerts seul en utilisant des boucles pré-programmées ou en les créant lui-même au fur et à mesure.
Even Johansen est né le 7 juin 1970 à Bergen en Norvège. Il a vécu assez longtemps dans les environs de Lockerbie, ville du sud de l'Écosse. C'est là qu'il a enregistré son album On Your Side. Depuis qu'il est enfant Even Johansen baigne dans la musique. Ses grands frères ont participé à des groupes et son père était un musicien de jazz itinérant. Johansen a eu sa première guitare très jeune, elle n'avait que 4 cordes.  Il fut aussi un membre des groupes Libido et Chocolate Overdose. Pendant sa participation à Libido, Johansen a écrit une série de chansons non appropriées pour le groupe.  C'est ainsi que son premier album solo Quiet & Still est sorti au printemps 2001 sous son vrai nom. Ses albums suivants : On Your Side (2003) et The Tourniquet (2005), sont sortis sous son pseudonyme Magnet. En 2006, Il a contribué à plusieurs titres de la bande originale du jeu vidéo Dreamfall.  Magnet a fait une reprise du tube Lay Lady Lay de Bob Dylan dans le film de 2005 Mr. et Mrs. Smith (Mr. & Mrs. Smith) avec la participation vocale de la chanteuse et comédienne irlandaise Gemma Hayes.
Les titres Lay Lady Lay et Dancing on the Moonlight ont tous les deux été utilisés dans des épisodes de la série télévisée de la FOX Newport Beach alors que Dogs and Cats est restée à l'état d'ébauche.

## Discographie

### Albums
- Quiet & Still (paru aussi sous l'auteur "Even Johansen") (10 octobre 2000 - Norvège) (15 mai 2001 - États-Unis)
- On Your Side (23 juin 2003 - Norvège) (7 juillet 2003 - Royaume-Uni) (28 septembre 2004 - États-Unis)
- The Tourniquet (30 mai 2005 - Norvège) (22 août 2005 - Royaume-Uni) (14 février 2006 - États-Unis)
- The Simple Life (26 mars 2007 - Norvège) (18 septembre 2007 - États-Unis)

### Singles/Maxi
- Where Happiness Lives EP (3 juin 2002)
- Chasing Dreams EP (23 septembre 2002)
- The Day We Left Town EP (21 avril 2003)
- Last Day of Summer (24 novembre 2003)
- Lay Lady Lay (22 mars 2004)
- Minus EP (29 novembre 2004)
- Hold On (15 août 2005)
- Fall At Your Feet (5 décembre 2005)
- Believe (Printemps 2006) (ANNULÉ)
- Dreamfall: The Longest Journey (5 avril 2006) [1]